# Santa Eulalia del Río
Santa Eulalia del Río (catalansk: Santa Eulària des Riu) er en by og kommune i det østlige Spanien på øen Ibiza i provinsen De Baleariske Øer. Den har et indbyggertal på 41.706 (2024) indbyggere.